# Liste de séismes en Afrique du Sud

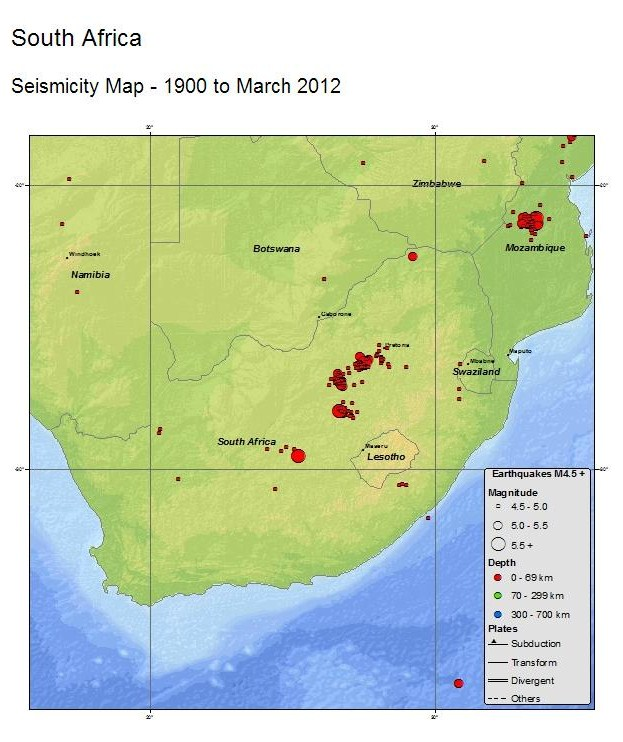
Carte de séismes d'Afrique du Sud réalisée par l'USGS.

Voici une liste de séismes notables d'Afrique du Sud.

## Causes
Selon le professeur Andrzej Kijko du Natural Hazard Centre de l'université de Pretoria, l'exploitation minière peut stimuler les failles naturelles. Kijko affirme que 95 % des séismes d'Afrique du Sud sont le résultat de l'exploitation minière, particulièrement dans les régions de Klerksdorp, Welkom et Carletonville[réf. souhaitée].
Selon le consultant en sciences de la Terre Chris Hartnady, « Cette partie de l'Afrique est située dans les environs du rift est-africain. Cette dernière s'agrandit de quelques millimètres par année [...] les tremblements de terre sont causés par un glissement sur la ligne de faille et le dégagement d'énergie élastique qui en résulte. ».

## Liste
Pour les séismes précédant l'ère moderne, la magnitude et l'épicentre sont situés de manière approximative et calculés d'après les témoignages de l'époque. Sauf si spécifié autrement, la magnitude est donnée selon l'échelle de Richter ({\displaystyle M_{L}}).
| Date              | Heure (SAST) | Épicentre                                           | {\displaystyle M_{L}} | Profondeur | Notes |
| ----------------- | ------------ | --------------------------------------------------- | --------------------- | ---------- | --- |
| 29 septembre 1969 |              | Près de Tulbagh                                     | 6,3                   |            | Le séisme de 1969 est le plus destructeur de l'histoire de l'Afrique du Sud. Il est plus puissant que celui qui s'est produit en 1809 à Le Cap et qui a détruit une ferme de Milnerton,.                                                 |
| 8 décembre 1976   |              | Welkom                                              | 5,2                   |            | Quatre mineurs ont été tués. |
| 26 septembre 1990 |              | Welkom                                              | 4,2                   |            | A causé la mort de deux personnes. |
| 9 mars 2005       |              | Stilfontein, Nord-Ouest                             | 5,3                   |            | Deux mineurs sont morts sous terre, |
| 28 mai 2013       |              | Près de Mbabane                                     | 4,0                   |            | Le séisme a été ressenti à Newcastle et a duré environ six secondes. |
| 22 juin 2013      | 07:08        | Thabazimbi, Limpopo (province)                      | 3,9                   | 9 km       | Le séisme a été ressenti dans la région de Thabazimbi. |
| 7 juillet 2013    | 16:52        | Barberton, Mpumalanga                               | 4,7                   | 5 km       | Le séisme a été ressenti dans la région de Barberton. |
| 11 novembre 2013  |              | Université de Johannesbourg, Johannesbourg, Gauteng | 4,0                   |            | Le séisme a été ressenti jusque dans certaines parties de Johannesbourg et a duré de dix à quinze secondes. |
| 2 décembre 2013   | 21:18        | ~25 km au sud de Warm Baths, Limpopo (province)     | 4,8                   | 5 km       | Le séisme a été ressenti jusqu'à Parkhurst et Randburg, à Johannesbourg, au barrage d'Hartbeespoort au Nord-Ouest, à Witbank, à KwaMhlanga (en) (Mpumalanga) et à Soshanguve, près de Pretoria,.                                         |
| 15 juin 2014      | 18:16        | Près de Orkney, au Nord-Ouest                       | 4,9 MW                | 5 km       | Le séisme a été ressenti jusqu'à Potchefstroom. |
| 5 août 2014 (en)  | 12:22        | Près de Orkney, au Nord-Ouest                       | 5,5                   | 5,0 km     | Le séisme a duré 90 secondes et a été ressenti au Botswana et à Durban. Il a été mesuré localement à 5,5 sur l'échelle de Richter alors que l'United States Geological Survey l'a enregistré à 5,4 sur l'échelle de magnitude de moment, |
| 22 août 2014      | 1:14         | Près de Orange Farm, Gauteng                        | 3,8                   | 10 km      | Deuxième séisme en moins de trois semaines. Aucun blessé. Sa magnitude a été évaluée localement à 3,8 avec deux répliques de 3,2 et 2,0.                                                                                                 |